# Dębina (gmina Osjaków)
Dębina – wieś w Polsce, położona w województwie łódzkim, w powiecie wieluńskim, w gminie Osjaków.
W latach 1975–1998 miejscowość należała administracyjnie do województwa sieradzkiego.
Z Dębiny pochodzi Stanisław Cieśla, polski prawnik, polityk i działacz katolicki, poseł na Sejm X kadencji i senator IV kadencji.